# Eclissi solare del 19 novembre 1816
L'eclissi solare del 19 novembre 1816, di tipo totale, è un evento astronomico che avrà luogo il suddetto giorno con centralità attorno alle ore 10:17 UTC. L'evento si è manifestato in una striscia che parte dai Pesi Bassi attraversando la Germania ma non visibile in quanto quel giorno era molto nuvoloso. Terminò nella regione della Pomerania sulla costa meridionale del mar Baltico.
La durata della fase massima dell'eclissi è stata di 2 minuti e 0 secondi mentre l'ombra lunare sulla superficie terrestre raggiunse una larghezza di 145 km L'evento del 19 novembre 1816 divenne la seconda eclissi solare nel 1816 e la 41ª nel XIX secolo. La precedente eclissi solare si è verificata in 27 maggio 1816, la successiva il 16 maggio 1817.

## Osservazioni documentate
L'astronomo amatoriale Capel Lofft ha osservato questa eclissi dalla cittadina britannica di Ipswich.

## Eclissi correlate

### Ciclo di Saros 120
La serie 120 del ciclo di Saros per le eclissi solari si verifica nel nodo discendente della Luna, ripetendosi ogni 18 anni, 11 giorni, contenente 71 eventi. 55 di queste sono eclissi ombrali. La serie iniziò con un'eclissi solare parziale il 27 maggio 933 d.C. e passò a un'eclissi anulare l'11 agosto 1059. Si sono verificati tre eventi ibridi dall'8 maggio 1510 al 29 maggio 1546 ed eclissi totali dall'8 giugno 1564 al 30 marzo 2033. La serie termina al membro 71 con un'eclissi parziale il 7 luglio 2195. La durata più lunga della totalità è stata di 2 minuti e 50 secondi il 9 marzo 1997.